# Ray Bellm
Raymond „Ray” Bellm (ur. 20 maja 1950 w New Malden) – brytyjski kierowca wyścigowy.

## Kariera
Bellm rozpoczął karierę w międzynarodowych wyścigach samochodowych w 1984 roku od startów w FIA World Endurance Championship. Z dorobkiem dziesięciu punktów uplasował się na 44 pozycji w klasyfikacji generalnej. W późniejszych latach Brytyjczyk pojawiał się także w stawce IMSA Camel Lights, World Sports-Prototype Championship, 24-godzinnego wyścigu Le Mans, British Touring Car Championship, Global GT Championship, FIA GT Championship, International Sports Racing Series, Goodwood Revival Whitsun Trophy oraz FIA GT3 European Championship.